# James Murray
Sir James Augustus Henry Murray, FBA (7. února 1837 Roxburghshire – 26. července 1915 Oxford) byl britský lexikograf a filolog. Od roku 1879 až do své smrti byl hlavním editorem Oxford English Dictionary (OED).

## Životopis
James Murray se narodil ve vesnici Denholm poblíž Hawicku na skotských hranicích jako nejstarší syn soukeníka Thomase Murraye. Mezi jeho bratry patřili Charles Oliver Murray a A. D. Murray, pozdější redaktor Newcastle Daily Journal. Byl pokřtěn jako James Murray, ale v roce 1855 přijal další jména Augustus Henry, aby se odlišil od ostatních Jamesů Murrayů v oblasti Hawick. Jako předčasně vyspělé dítě s velkou chutí učit se opustil školu ve čtrnácti letech, protože jeho rodiče si už nemohli dovolit platit školné. V sedmnácti letech se stal učitelem na Hawick Grammar School (nyní Hawick High School) a o tři roky později byl ředitelem tamní Subscription Academy. V roce 1856 byl jedním ze zakladatelů Archeologické společnosti Hawick.
V roce 1861 se Murray setkal s učitelkou hudby Maggie Scottovou, s níž se následující rok oženil. O dva roky později se jim narodila dcera Anna, která brzy zemřela na tuberkulózu. Tou onemocněla i Maggie. Na radu lékařů se manželé přestěhovali do Londýna, aby unikli skotským zimám. Tam Murray přijal místo úředníka u Chartered Bank of India a ve svém volném čase pokračoval v mnoha akademických aktivitách. Během prvního roku pobytu v Londýně Maggie zemřela. O rok později se Murray zasnoubil s Adou Agnes Ruthven a následujícího roku se s ní oženil. Jejich nejlepším přítelem byl Alexander Graham Bell, kterého Murray seznámil se základy vzniku elektřiny a často o něm hovořil jako o „dědečkovi telefonu“.
V této době se Murray zajímal o jazyky a etymologii (původ slov). Určitou představu o hloubce a rozsahu jeho jazykové erudice lze získat z žádosti, kterou napsal Thomasu Wattsovi, správci tištěných knih v Britském muzeu, kde uvedl, že má aktivní znalost italštiny, francouzštiny, katalánštiny, španělštiny a latiny a v menší míře portugalštiny, vaudojštiny, provensálštiny a různých dialektů. Kromě toho měl pokročilé znalosti nizozemštiny, němčiny a dánštiny. Studoval anglosaštinu a mogotiku, znal trochu keltštinu a v té době se zabýval i slovanskými jazyky, a tak získal slušnou znalost ruštiny. Měl dostatečné znalosti hebrejštiny a syrštiny, aby mohl číst a citovat Starý zákon a Peshitta, a v menší míře znal aramejštinu, arabštinu, koptštinu a féničtinu. Práci však nezískal.
Od roku 1869 byl Murray členem rady Filologické společnosti, v roce 1873 ukončil svoji práci v bance a vrátil se učit na Mill Hill School. Poté publikoval Dialekt jižních hrabství Skotska, který posloužil ke zlepšení jeho pověsti ve filologických kruzích. V roce 1881 byl zvolen členem Americké filozofické společnosti.
Murray měl s Adou jedenáct dětí (po dohodě s jeho tchánem Georgem Ruthvenem měly všechny ve svém jménu Ruthven); nejstarší Harold James Ruthven Murray se stal prominentním šachovým historikem, Sir Oswyn Murray byl v letech 1917 až 1936 stálým tajemníkem admirality Spojeného království a Wilfrid George Ruthven Murray napsal životopis svého otce. Všech jedenáct dětí se dožilo dospělosti (což bylo v té době neobvyklé) a pomáhalo při sestavování Oxfordského naučného slovníku (OED).
James Murray zemřel na zánět pohrudnice 26. července 1915, před smrtí požádal, aby byl pohřben v Oxfordu vedle hrobu svého nejlepšího přítele Jamese Legge.

## Murray a Oxfordský slovník (OED)
Dne 26. dubna 1878 byl Murray pozván do Oxfordu, aby se setkal se zástupci Oxford University Press a ujal se práce editora nového slovníku anglického jazyka, který by nahradil Johnsonův a zachytil všechna tehdejší slova existující v anglicky mluvícím světě ve všech jejich různých významových mutacích.
Dne 1. března 1879 byla uzavřena dohoda o tom, že by měl Murray editovat nový anglický slovník, který se nakonec stal Oxfordským anglickým slovníkem (OED). Očekávalo se, že bude trvat deset let, než bude dokončen, a bude mít asi 7 000 stran ve čtyřech svazcích. Ve skutečnosti, když byly v roce 1928 zveřejněny konečné výsledky, vydalo to na dvanáct svazků s 414 825 definovanými slovy a 1 827 306 citacemi použitými k vysvětlení jejich významů.
V rámci příprav nechal Murray postavit v areálu školy budovu, zvanou Scriptorium, kůlnu z vlnitého plechu, v níž se ubytoval malý tým asistentů a bylo zde shromažďováno velké množství lístků (s citáty popisujícími slova, která mají být definovana ve slovníku), které začaly přicházet po jeho výzvě. Jak pokračovala práce na rané části slovníku, Murray se vzdal své práce učitele a stal se lexikografem na plný úvazek.
V létě roku 1884 se Murray a jeho rodina přestěhovali do velkého domu na Banbury Road v severním Oxfordu. Murray nechal na své zahradě postavit druhé Scriptorium, větší budovu než to první, s větším úložným prostorem pro stále rostoucí počet lístků zasílaných Murraymu a jeho týmu. Cokoli adresovaného „pan Murray, Oxford“ si k němu našlo cestu. Bylo to takové množství, že pošta postavila před Murrayovým domem speciální poštovní schránku. Murray se stal prezidentem Oxfordského spolku filatelistů a vytvořil rozsáhlou sbírku z poštovních známek, které obdržel od svých mnoha přizpěvatelů z celého světa.
Murray pokračoval ve své práci na slovníku, ani věk a podlomené zdraví nesnížily jeho nadšení pro práci, jíž věnoval velkou část svého života. Navzdory své oddanosti slovníku, která byla oceněna jeho jmenováním do rytířského stavu v roce 1908, Murray zůstal v Oxfordu outsiderem, ktrerý se nikdy plně nezúčastňoval univerzitního akademického života a života v Senior Common Room. Nikdy se nestal členem Oxfordské univerzity a oxfordský čestný doktorát obdržel rok před svou smrtí.
Největším přispěvatelem do OED byl William Chester Minor. Stal se jedním z nejdůležitějších dobrovolníků projektu, a tak vyvolal zájem sira Murraye, který ho navštívil v lednu 1891. V roce 1899 složil Murray poklonu velkému množství Minorových příspěvků a prohlásil: „Mohli bychom snadno vytvořit poslední čtyři století pouze z jeho citací.“